# Chris Dercon
Chris Dercon (1958, Lier) es un historiador del arte, comisario de exposición y director de museo belga, especialista de vínculos entre arte antiguo y arte contemporáneo. Está considerado como uno de los grandes comisarios de exposición europeos.

## Recorridos
Efectuó estudios de historia del arte, de teatro y de teoría del cine en la Universidad de Leiden.
Comenzó su carrera en una galería de arte antes de organizar diversas exposiciones en Bélgica y en los Países Bajos, todo al ser crítico de arte del periódico De Standaard Fue director artístico del MoMA PS1 en 1988 y, en 1990, responsable de las exposiciones del Centro de arte contemporáneo Witte de With de Róterdam. Al mismo tiempo, comisario del pabellón de Países Bajos durante la 46.º Bienal de Venecia.
En 1995, fue nombrado director del Museo Boymans Van Beuningen
En 2003, toma la dirección de la Haus der Kunst de Munich, y después, en 2011 del Tate Modern de Londres
Es miembro del comité consultivo artístico del Wiels en Bruselas.
En abril de 2015, fue nombrado al frente del teatro berlinés Volksbühne por el alcalde Michaël Müller de Berlín.

## Organización de exposiciones
- Doch Doch, festival 'Klapstuk', Lovaina, 1985
- Gilbert & George, Die große Ausstellung, Haus der Kunst, Munich, 2007
- He Weiwei, So sorry, Haus der Kunst, Munich, 2009-2010

## Publicaciones
- Chris Dercon, The Theater Garden Bestiarium: The Garden Has Theater As Museum, PUSO Press, 1990, 176 p.  (ISBN 978-0-262-04105-8)
- Chris Dercon, Dumas, Roosen, Van Warmerdam: XLVI Biennalle Di Venezia, Dutch Pavilion, Netherlands, Witte de With Centra for Contemporary Arte, 1995, 144 p.  (ISBN 978-90-73362-33-8)
- Chris Dercon, Sarah Lucas, Museum Boijmans van Beuningen, 1996, 72 p.  (ISBN 978-90-6918-154-7)
- Chris Dercon, Applied Artes and Tiles 1600-1800, Museum Boijmans van Beuningen, 1997, 400 p.  (ISBN 978-90-6707-433-9)
- Chris Dercon, Martin Smith : ceramics, 1976-1996, Museum Boijmans van Beuningen, 1997, 128 p.  (ISBN 978-90-6918-172-1)
- Chris Dercon, Paul Beckman : Furniture/Escultura, Museum Boijmans van Beuningen, 1997, 72 p.  (ISBN 978-90-6918-190-5)
- Hans-Rudolf Reust y Chris Dercon, Avery Preesman, NAI Publishers, 1999, 96 p.  (ISBN 978-90-5662-119-3)
- Walter Van Beirendonck, Luc Derycke y Chris Dercon, Modo 2001, Landed-Geland, L Derycke & Co, 2001, 176 p.  (ISBN 978-90-6917-007-7)
- Chris Dercon, Johan Simons, Catherine David y Bajo Heijne, All That Dutch: Internacional Cultural Politics, NAI Publishers, 2005, 118 p.  (ISBN 978-90-5662-463-7)
- Renz van Luxemburg, Cecil Balmond, Gaston Bekkers y Chris Dercon, Inside Outside: Reveiling, Birkhauser Verlag AG, 2006, 400 p.  (ISBN 978-3-7643-7630-7)
- Michael Althen, Chris Dercon y Christian Lyra, Florian Sussmayr: Bilder Fur Deutsche Museen, Buchhandlung Walther Konig GmbH & Co. KG. Abt. Verlag, 2007, 184 p.  (ISBN 978-3-86560-068-4)
- Bruce Altshuler, Iwona Blazwick, Chris Dercon y Shamita Sharmacharja, HA Manual for the 21st Century Arte Institución, Buchhandlung Walther Konig GmbH & Co. KG. Abt. Verlag, 2009, 184 p.  (ISBN 978-3-86560-618-1)
- Chris Dercon, Okwui Enwezor, Axel Sowa y Candida Hofer, Candida Hofer: Kuehn Malvezzi, Buchhandlung Walther Konig GmbH & Co. KG. Abt. Verlag, 2009, 240 p.  (ISBN 978-3-86560-637-2)
- Pi Li, Pauline Yao, Chris Dercon y Ken Lum, In Producción Modo / Chinese Contemporary Arte Awards: Contemporary Arte in Tiñió, Timezone 8, 2009, 276 p.  (ISBN 978-988-17522-9-1)
- Chris Dercon, Leon Krempel y Avinoam Shalem, The Futura of Tradición - The Tradición of the Futura, Prstel Publishing, 2010, 120 p.  (ISBN 978-3-7913-5085-1)
- Chris Dercon, Charles Schumann, Schirmer /Mosel Verlag, 2011, 173 p.  (ISBN 978-3-8296-0566-3)
- Chris Dercon y Julian Heynen, Thomas Schütte/Robbrecht en Daem - Het Huis / druk 1, Ludion, 2012, 144 p.  (ISBN 978-94-6130-073-7)